# (34102) Shawnzhang
2000 PO16 (asteroide 34102) é um asteroide da cintura principal. Possui uma excentricidade de 0.04934630 e uma inclinação de 2.68786º.
Este asteroide foi descoberto no dia 1 de agosto de 2000 por LINEAR em Socorro.